# Сергеев, Леонид Александрович (бард)
Леони́д Алекса́ндрович Серге́ев (30 марта 1953, Брест — 5 июля 2022, Москва) — советский и российский автор-исполнитель, радиожурналист, журналист, писатель.
Один из ярких представителей жанра авторской песни, он прославился благодаря своим ироничным, сатирическим и лирическим произведениям, отражающим повседневную жизнь и социальные реалии России. Сергеев был лауреатом Грушинского фестиваля (1976) и автором более 300 песен. Он активно выступал на бардовских фестивалях, работал на телевидении и радио, а также был главным редактором киножурнала «Фитиль» в 2001 году.

## Биография
Родился 30 марта 1953 в Бресте. Учился в музыкальной школе по классу фортепиано. В школе начал писать стихи.
С 1970 года писал песни преимущественно на свои стихи. В 1975 году окончил историко-филологический факультет Казанского государственного университета имени В. И. Ульянова-Ленина. В 1976 году стал лауреатом фестиваля памяти В. Грушина. Был журналистом первого состава газеты «Вечерняя Казань», которая начала выходить в 1979 году.
В 1983 году по приглашению телевизионщиков переехал в Москву, сотрудничал с телевидением, участвовал в передаче «Веселые ребята», был ведущим телепрограммы «Лого» на РТР. В 1986 году принял участие в программе «Музыкальный ринг». Появился в киножурнале «Хочу всё знать» № 205 (1992). Работал на «Молодёжном канале» радиостанции «Юность». Главный редактор киножурнала «Фитиль» (2001 год[уточнить]). Член Союза журналистов.
Автор более 300 песен. Участник бардовского ансамбля «Песни нашего века».
С 2019 года являлся ведущим подкаста «Ну, па-ап!», в котором общался со своей дочерью Ириной на тему современной цифровой культуры — например, Twitter, мемы, сериал «Чернобыль».
Умер 5 июля 2022 года после борьбы с онкологическим заболеванием. 8 июля 2022 года состоялись прощание и отпевание в храме Ризоположения. Кремация состоялась в крематории Николо-Архангельского кладбища. Прах захоронен на Армянском кладбище (уч. 3).

## Семья
- Жена — Ирина Валерьевна Кириллова, профессор Московской консерватории.
  - Дочь — Ирина Сергеева.

## Дискография

### LP
- 1989 — Зуб мудрости
- 1992 — Муха — агент 2100 (совместно с Вадимом и Валерием Мищуками)

### Компакт-кассеты
- 1994 — Слушая «Концерт по переписке»
- 1994 — Снимается кино
- 1995 — И жива ещё душа

### CD
- 1994 — Моя песня на компакте
- 1995 — А всем нам горько…
- 1996 — Снимается кино
- 1996 — Песни под «мухой» (совместно с Вадимом и Валерием Мищуками)
- 1997 — Колоколенка
- 2000 — Фарфоровая свадьба
- 2001 — Симфония нутра
- 2002 — Красный мячик
- 2003 — Промежуточный финиш (2CD)
- 2009 — Держите тормоза
- 2011 — От и до
- 2012 — Сяду — Поеду
- 2015 — Странный день

### DVD
- 2005 — Промежуточный финиш (DVD + MP3)
- 2008 — Праздник наугад (с Натальей Дудкиной)

### Книги
- Леонид Сергеев. Концерт по переписке. — М.: КУБ, [1990]. — 64 стр. — Тираж: 20 000 экз.
- Леонид Сергеев. Штрихи к автопортрету. — 2000.
- Сергеев Леонид. Фарш: альманах № 500. — М.: Фыпэ, 2011. — 111 с. — ISBN 978-5-9937-0446.
- Зебра в тельняшке. — Казань: Изд. дом Маковского, 2018. — 31 с. — ISBN 978-5-904612-59-7